# مجلس نواب نيجيريا
مجلس نواب نيجيريا (بالإنجليزية: House of Representatives )‏ هو الهيئة التشريعية في نيجيريا، الذي تأسس في 1923، يقع المقر الرئيسي له في أبوجا، ويتكون من 360 مقعداً، وتبلغ عدد دوائره الانتخابية 360 دائرة، وهو المجلس الأدنى في الجمعية الوطنية في نيجيريا.

## طالع أيضًا
- الجمعية الوطنية في نيجيريا